# Jules Houttequiet
Jules Houttequiet (Bornem, 5 september 2002) is een Belgisch voetballer die speelt voor Rupel Boom FC.

## Carrière
Houttequiet ruilde in 2020 de jeugdopleiding van RSC Anderlecht voor die van KV Mechelen. Een jaar later werd hij, samen met Ilias Breugelmans en Jarno Lion, uitgeleend aan partnerclub Helmond Sport, dat ook al Maxime De Bie en Gaétan Bosiers huurde van de Mechelaars. Op 6 augustus 2021 maakte hij er zijn officiële debuut in het profvoetbal: op de eerste competitiespeeldag van de Keuken Kampioen Divisie kreeg hij van trainer Wil Boessen meteen een basisplaats tegen FC Den Bosch.

### Statistieken
| Seizoen                        | Club             | Land           | Competitie      | Competitie | Competitie | Beker | Beker | Totaal | Totaal |
| Seizoen                        | Club             | Land           | Competitie      | Wed.       | Dlp.       | Wed.  | Dlp.  | Wed.   | Dlp.   |
| ------------------------------ | ---------------- | -------------- | --------------- | ---------- | ---------- | ----- | ----- | ------ | ------ |
| 2021/22                        | KV Mechelen      | België         | Eerste klasse A | 0          | 0          | 0     | 0     | 0      | 0      |
| 2021/22                        | → Helmond Sport  | Nederland      | Eerste divisie  | 25         | 1          | 1     | 0     | 26     | 1      |
| 2022/23                        | Jong KV Mechelen | België         | Tweede afdeling | 18         | 4          | 0     | 0     | 18     | 4      |
| 2023/24                        | Rupel Boom FC    | België         | Tweede afdeling | 16         | 1          | 1     | 0     | 17     | 1      |
| Carrièretotaal                 | Carrièretotaal   | Carrièretotaal | Carrièretotaal  | 59         | 6          | 2     | 0     | 61     | 6      |
| Bijgewerkt op 27 december 2023 |                  |                |                 |            |            |       |       |        |        |